# St. Anger
Cet article concerne l'album de Metallica. Pour la chanson du même groupe, voir St. Anger (chanson).
Albums de Metallica
S&M
(1999) Death Magnetic
(2008)
Singles
1. St Anger
Sortie : 23 juin 2003
2. Frantic
Sortie : 15 septembre 2003
3. The Unnamed Feeling
Sortie : 12 janvier 2004
4. Some Kind of Monster
Sortie : 13 juillet 2004

St. Anger est le huitième album studio du groupe de thrash metal américain Metallica. Il est sorti le 5 juin 2003 sur le label Vertigo Records (Elektra Records pour l'Amérique du Nord) et a été produit par Bob Rock et le groupe.
Il marque l'entrée dans le groupe du bassiste Robert Trujillo (ex-Suicidal Tendencies, ex-Ozzy Osbourne et ex-Infectious Grooves) pour jouer la tournée qui a suivi la sortie de l'album. À la suite du départ de Jason Newsted, le groupe n'avait en effet plus de bassiste, et c'était le producteur Bob Rock qui joue de la basse pendant l'enregistrement de l'album. Le plus gros changement se situe au niveau du son de caisse claire, utilisée sans timbre par Lars Ulrich. C'est le seul album de Metallica qui ne contient pas de solo de guitare dans les chansons, ce qui est atypique au regard des styles de metal que le groupe joue. Bien que le son agressif du groupe soit de retour pour cet album (contrairement aux trois albums précédents, Load, ReLoad et Garage Inc.), cet opus est plus orienté vers le metal alternatif que le thrash metal.
St. Anger est aussi un single extrait de l'album. La chanson était d'ailleurs la chanson officielle du PPV de la WWE, Summerslam 2003

## Un retour aux sources
Cet album marque le retour du groupe à un style beaucoup plus agressif que sur leurs deux précédents albums, Load et ReLoad, prenant en effet une nouvelle tournure plus stoner rock. À ce titre, St. Anger se démarque de ses prédécesseurs par une absence totale de solos, ce qui est une première pour le groupe. Ce retour voulu à un style agressif se retrouve également dans la pochette de l'album dessinée par Pushead, qui a travaillé sur certaines illustrations d'albums précédents. L'album se veut rythmé et puissant ; les paroles ne sont pas négatives pour autant. Cependant, l'album ne connait pas autant de succès que les précédents (de Kill 'Em All jusqu'au Black Album) et est critiqué par les nombreux fans du début en raison de l'absence de solos et de la production en général : les guitares sous-accordées et le son de caisse claire sans timbre donnent un côté garage rock. Mais le DVD vendu avec l'édition limitée de l'album montre tout simplement le groupe rejouer l'intégralité de l'album dans son local de répétition, avec cette fois un son de caisse claire proche de leurs productions habituelles.

## Accueil
L'album a reçu un accueil mitigé en termes de ventes puisqu'il est à ce jour l'album de Metallica s'étant le moins vendu (6 millions d'albums seulement).

## Productions vidéo
La réalisation du disque est présentée de façon approfondie sur le DVD du groupe Some Kind of Monster. Le travail du groupe a été pénible et long, des tensions dues aux problèmes des deux cofondateurs étant survenus pendant l'enregistrement qui s'est étalé sur de nombreux mois. Plusieurs clips vidéos ont été produits pour les singles dont St. Anger, Frantic et The Unnamed Feeling. Le clip de la chanson St. Anger a d'ailleurs été réalisé dans une prison, où James ne manquera pas de rappeler sa croyance en Dieu et l'importance qu'il accorde au respect des autres.
De plus, le disque de l'album lui-même contient une plage CD-Rom/multimédia sur laquelle figurent un lien vers le site Internet du groupe, ainsi qu'un mini-teaser d'un jeu vidéo à l'effigie du groupe. La bande-son de ce mini-teaser ne comporte aucun titre de St. Anger, puisqu'elle est composée d'extraits des intros de Damage Inc. et d'Eye of the Beholder.

## Perspectives futures
Cet album marque la fin de la collaboration entre Metallica et Bob Rock puisque c'est Rick Rubin qui produira le prochain album de Metallica, Death Magnetic, paru en 2008.

## Historique de St. Anger
- 18 novembre 1997 : lancement américain de Reload, le dernier album studio en date de Metallica.
- 23 novembre 1999 : lancement nord-américain de l'album live S&M.
- 17 janvier 2001 : départ de Jason Newsted. Il sera remplacé temporairement par Bob Rock.
- 23 avril 2001 : début de l'enregistrement de St. Anger
- 19 juillet 2001 : James Hetfield entre en cure de désintoxication.
- 13 décembre 2001 : Metallica annonce que James est sorti de sa cure de désintoxication.
- 24 février 2003 : Robert Trujillo, anciennement membre de Suicidal Tendencies et Infectious Grooves, se joint à Metallica comme bassiste permanent.
- 8 avril 2003 : dernière journée d'enregistrement de St. Anger.
- 27 mai 2003 : lancement du vidéoclip de St. Anger, tourné à la prison d'État de San Quentin, en Californie.
- 6 juin 2003 : lancement mondial de l'album St. Anger.
- 15 août 2003 : lancement du vidéoclip de Frantic, tourné dans les rues de Montréal, au Canada.
- 13 juillet 2004 : lancement de Some Kind of Monster, le DVD et le vidéoclip.
- 19 juillet 2009 : lancement sur YouTube d'extraits de nombreux inédits de l'enregistrement de cet album. Les chansons en question datent des sessions du Presidio, avant que James Hetfield n'entre en cure de désintoxication, il s'agit de Intro, Shadow of the Cross, More Than This, Dead Kennedy Rolls, Unbridled, The Boogeyman, Temptation, Ain't Scared No More et de Surfing the Zeitgeist.

## Formation
- James Hetfield : guitare, chant.
- Lars Ulrich : batterie.
- Kirk Hammett : guitare.
- Bob Rock : basse (studio).
- Robert Trujillo : basse (tournée uniquement).

## Liste des pistes
Toutes les pistes par Hammett, Hetfield, Rock et Ulrich.
1. Frantic - 5:50
2. St. Anger - 7:22
3. Some Kind of Monster - 8:25
4. Dirty Window - 5:25
5. Invisible Kid - 8:30
6. My World - 5:46
7. Shoot Me Again - 7:10
8. Sweet Amber - 5:27
9. The Unnamed Feeling - 7:10
10. Purify - 5:15
11. All Within My Hands - 8:48

## Charts

### Charts album
| Pays                                  | Durée du classement | Meilleur classement |
| ------------------------------------- | ------------------- | ------------------- |
| Allemagne                             | 21 semaines         | 1er                 |
| Australie                             | 14 semaines         | 1er                 |
| Autriche                              | 19 semaines         | 1er                 |
| Belgique (W)                          | 12 semaines         | 3e                  |
| Belgique (V)                          | 24 semaines         | 1er                 |
| Canada                                | 10 semaines         | 1er                 |
| Danemark                              | 15 semaines         | 1er                 |
| États-Unis                            | 23 semaines         | 1er                 |
| Finlande                              | 17 semaines         | 1er                 |
| France                                | 26 semaines         | 3e                  |
| Italie                                | 19 semaines         | 2e                  |
| Norvège                               | 12 semaines         | 1er                 |
| Nouvelle-Zélande                      | 16 semaines         | 1er                 |
| Pays-Bas                              | 26 semaines         | 2e                  |
| Portugal                              | 13 semaines         | 1er                 |
| Royaume-Uni                           | 16 semaines         | 3e                  |
| Royaume-Uni (UK Rock and Metal Chart) | -                   | 1er                 |
| Suède                                 | 22 semaines         | 1er                 |
| Suisse                                | 20 semaines         | 2e                  |

### Charts singles
- St. Anger, Frantic, The Unnamed Feeling, et Some Kind of Monster ont été lancés en tant que singles. En Australie, le single The Unnamed Feeling a été lancé en troisième en janvier 2004, contenant trois pistes du concert joué au Big Day Out à Gold Coast dans le Queensland.

St. Anger
| Chart                    | Durée du classement | Position | Date              |
| ------------------------ | ------------------- | -------- | ----------------- |
| Bubbling Under Hot 100   | 5 semaines          | 7e       | 14 juin 2003      |
| Mainstream Rock Tracks   | 11 semaines         | 2e       | 14 juin 2003      |
| Alternative Songs        | 8 semaines          | 17e      | 14 juin 2003      |
| Single Top 100           | 9 semaines          | 15e      | 7 juillet 2003    |
| ARIA Charts              | 8 semaines          | 15e      | 20 juillet 2003   |
| Ö3 Austria Top 40        | 10 semaines         | 17e      | 20 juillet 2003   |
| (V) Ultratop             | 1 semaine           | 43e      | 12 juillet 2003   |
| Billboard Canadian Songs | 3 semaines          | 18e      | 16 août 2003      |
| Track Top-40             | 7 semaines          | 4e       | 11 juillet 2003   |
| Promusicae               | 12 semaines         | 4e       | 29 juin 2003      |
| Suomen virallinen lista  | 7 semaines          | 5e       | 30 juin 2003      |
| FIMI                     | 7 semaines          | 23e      | 3 juillet 2003    |
| VG-lista                 | 5 semaines          | 6e       | 7 juin 2003       |
| RMNZ Singles Top40       | 3 semaines          | 38e      | 27 juillet 2003   |
| Mega Top 50              | 7 semaines          | 12e      | 12 juillet 2003   |
| UK Singles Chart         | 10 semaines         | 9e       | 5 juillet 2003    |
| Sverigetopplistan        | 8 semaines          | 9e       | 12 septembre 2003 |
| Schweizer Hitparade      | 8 semaines          | 28e      | 27 juillet 2003   |

Frantic
| Chart                   | Durée du classement | Position | Date              |
| ----------------------- | ------------------- | -------- | ----------------- |
| Mainstream Rock Tracks  | 10 semaines         | 21e      | 20 septembre 2003 |
| Single Top 100          | 6 semaines          | 21e      | 6 octobre 2003    |
| ARIA Charts             | 4 semaines          | 22e      | 12 octobre 2003   |
| Ö3 Austria Top 40       | 5 semaines          | 30e      | 28 septembre 2003 |
| Track Top-40            | 7 semaines          | 6e       | 26 septembre 2003 |
| Promusicae              | 10 semaines         | 2e       | 12 octobre 2003   |
| Suomen virallinen lista | 6 semaines          | 4e       | 12 octobre 2003   |
| Top 100                 | 6 semaines          | 59e      | 28 septembre 2003 |
| FIMI                    | 5 semaines          | 24e      | 12 octobre 2003   |
| VG-lista                | 4 semaines          | 5e       | 27 octobre 2003   |
| RMNZ Singles Top40      | 1 semaine           | 23e      | 30 novembre 2003  |
| Mega Top 50             | 6 semaines          | 22e      | 4 octobre 2003    |
| UK Singles Chart        | 5 semaines          | 16e      | 4 octobre 2003    |
| Sverigetopplistan       | 8 semaines          | 13e      | 10 octobre 2003   |
| Schweizer Hitparade     | 5 semaines          | 57e      | 12 octobre 2003   |

The Unnamed Feeling
| Chart                   | Durée du classement | Position | Date             |
| ----------------------- | ------------------- | -------- | ---------------- |
| Mainstream Rock Tracks  | 11 semaines         | 28e      | 17 janvier 2004  |
| Single Top 100          | 7 semaines          | 24e      | 2 février 2004   |
| ARIA Charts             | 3 semaines          | 23e      | 29 février 2004  |
| Ö3 Austria Top 40       | 4 semaines          | 42e      | 25 janvier 2004  |
| Track Top-40            | 6 semaines          | 3e       | 23 janvier 2004  |
| Promusicae              | 29 semaines         | 1er      | 18 janvier 2004  |
| Suomen virallinen lista | 3 semaines          | 2e       | 19 janvier 2004  |
| Top 100                 | 3 semaines          | 60e      | 18 janvier 2004  |
| FIMI                    | 6 semaines          | 10e      | 22 janvier 2004  |
| VG-lista                | 4 semaines          | 10e      | 19 janvier 2004  |
| Mega Top 50             | 4 semaines          | 20e      | 31 janvier 2004  |
| UK Singles Chart        | 2 semaines          | 42e      | 24 janvier 2004  |
| Sverigetopplistan       | 3 semaines          | 37e      | 30 janvier 2004  |
| Schweizer Hitparade     | 6 semaines          | 47e      | 1er février 2004 |

Some Kind of Monster
| Chart                   | Durée du classement | Position | Date            |
| ----------------------- | ------------------- | -------- | --------------- |
| Mainstream Rock Tracks  | 11 semaines         | 19e      | 14 août 2004    |
| Suomen virallinen lista | 3 semaines          | 5e       | 30 octobre 2003 |

## Récompenses
Certifications
| Pays        | Certification | Ventes      | Date           |
| ----------- | ------------- | ----------- | -------------- |
| Allemagne   | 2 × Platine   | 400 000 +   | 2007           |
| Australie   | 2 × Platine   | 140 000 +   | 2003           |
| Autriche    | Platine       | 30 000 +    | 5 août 2003    |
| Belgique    | Or            | 20 000 +    | 1er juin 2003  |
| Canada      | 2 × Platine   | 200 000 +   | 25 juin 2003   |
| États-Unis  | 2 × Platine   | 2 000 000 + | 8 juillet 2003 |
| Finlande    | Platine       | 35 725 +    | 2003           |
| France      | Or            | 100 000 +   | 28 juin 2004   |
| Pays-Bas    | Or            | 40 000 +    | 2003           |
| Royaume-Uni | Or            | 100 000 +   | 13 juin 2003   |
| Suisse      | Platine       | 40 000 +    | 2003           |

Grammy Awards
| Année | Gagnant   | Catégorie                               |
| ----- | --------- | --------------------------------------- |
| 2004  | St. Anger | Grammy Award for Best Metal Performance |